# La Seconde Mort d'Harold Pelham
Pour plus de détails, voir Fiche technique et Distribution.
La Seconde Mort d'Harold Pelham (titre original : The Man Who Haunted Himself) est un thriller britannique, réalisé par Basil Dearden, qui a également cosigné le scénario, sorti en 1970.
Ce film est adapté du roman d'Anthony Armstrong The Strange Case of Mr Pelham. Le rôle d'Harold Pelham est interprété par Roger Moore.

## Synopsis
Harold Pelham est un gentleman de la City à l'apparence irréprochable, marié et père de famille. Un soir, en sortant de son bureau au volant de sa Rover P5B, il est soudain pris d'une frénésie de vitesse. Il perd le contrôle de son véhicule sur l'autoroute et est victime d'un grave accident. Sur la table d'opération, il semble en état de mort clinique. Soudain, deux rythmes cardiaques apparaissent sur le moniteur à la stupeur des médecins. À son réveil, toute sa vie semble avoir été bouleversée. Il se découvre une maîtresse, semble avoir été dans des lieux où lui prétend ne jamais s'être rendu. Une mystérieuse voiture grise le suit en permanence. Puis, il se trouve confronté à un double de lui-même se demandant s'il s'agit d'un doppelgänger ou s'il est devenu fou.

## Fiche technique
- Titre : La Seconde Mort d'Harold Pelham
- Titre original : The Man Who Haunted Himself
- Réalisation : Basil Dearden
- Scénario : Basil Dearden, Michael Relph et Bryan Forbes (non crédité), d'après le roman The Strange Case of Mr Pelham d'Anthony Armstrong
- Direction artistique : Albert Witherick
- Costumes : Beatrice Dawson
- Photographie : Tony Spratling
- Montage : Teddy Darvas
- Musique : Michael J. Lewis
- Sociétés de production : Associated British Picture Corporation (ABPC), Excalibur Films
- Pays d'origine :  Royaume-Uni
- Langue : anglais
- Format : Couleur (Technicolor) - 1.85:1 - Son : Mono
- Durée : 89 minutes
- Date de sortie :
  - Royaume-Uni : 18 février 1970

## Distribution
- Roger Moore (VF : Claude Bertrand) : Harold Pelham
- Hildegarde Neil (VF : Julia Dancourt) : Eve Pelham
- Alastair Mackenzie : Michael Pelham
- John Welsh (VF : Gérard Férat) : sir Charles Freeman
- Charles Lloyd Pack (VF : René Bériard) : P. Jameson
- Hugh Mackenzie : James Pelham
- Olga Georges-Picot : Julie Anderson
- Freddie Jones (VF : Jacques Balutin) : Dr Harris
- Anton Rodgers (VF : Jean-Pierre Delage) : Tony Alexander
- Ruth Trouncer (VF : Jeanine Freson) : Miss Bird
- Gerald Sim (VF : Jean Fontaine) : Fred Morrison
- Laurence Hardy (VF : Jean Michaud) : Mason
- Edward Chapman : Barton
- Thorley Walters (VF : Philippe Dumat) : Frank Bellamy
- Anthony Nicholls (VF : Raymond Loyer) : sir Arthur Richardson
- John Carson (VF : Claude D'Yd) : Ashton
- Aubrey Richards (VF : Pierre Garin) : Henry, le chercheur scientifique
- Charles Houston (VF : Jacques Thébault) : l'assistant du laboratoire
- George Hildson (VF : Jacques Torrens) : le caissier du casino
- John Dawson (VF : Claude Dasset) : Philip, le coiffeur
- Kevork Malikyan (VF : Gérard Hernandez) : Luigi

## Publication en DVD / Blu-ray
Le film est sorti en DVD en 2005. Ce support comprend des commentaires de Roger Moore et de Bryan Forbes (coscénariste). Ce DVD n'a pas été édité en français, même s'il contient une piste sonore française. Cette version est devenue rare sur le marché de l'occasion. 
Une version Blu-Ray restaurée est éditée pour le marché anglophone depuis 2013, mais elle ne contient pas de piste ni de sous-titres français. 
Malgré le fait que ce titre soit détenu par l'éditeur Studio Canal, fin 2014 aucune date n'est annoncée pour une éventuelle sortie d'un DVD/Blu-Ray français.

## Réception
À sa sortie, ce film est passé complètement inaperçu. Il a aujourd'hui été réhabilité comme un modèle du genre. Dans son autobiographie parue en 2008, Amicalement vôtre : mémoires, Roger Moore considère qu'il s'agit du meilleur rôle de sa carrière.

### Sources
- Article de Roger Greenspun paru dans le New-York Times le 4 septembre 1970 The man who haunted himself